# Предраг Павлович
Предраг Павлович (серб. Предраг Павловић / Predrag Pavlović, нар. 19 червня 1986, Крушеваць) — сербський футболіст, півзахисник клубу «Траял» (Крушевац).
Виступав, зокрема, за клуби «Партизан» та «Напредак» (Крушевац), а також молодіжну збірну Сербії.

## Клубна кар'єра
Народився 19 червня 1986 року в місті Крушеваць. Вихованець футбольної школи клубу «Партизан». Дорослу футбольну кар'єру розпочав 2004 року в основній команді того ж клубу, в якій провів два сезони. 
Згодом з 2004 по 2006 рік грав у складі команд «Напредак» (Крушевац), «Телеоптик» та «Напредак» (Крушевац).
Своєю грою за останню команду знову привернув увагу представників тренерського штабу клубу «Напредак» (Крушевац), до складу якого повернувся 2006 року. Цього разу відіграв за клуб з Крушеваца наступні чотири сезони своєї ігрової кар'єри. Більшість часу, проведеного у складі «Напредака», був основним гравцем команди.
Протягом 2010—2020 років захищав кольори клубів «Дебрецен-2», «Металац», ОФК (Белград), «Нові-Пазар», «Судува» та «Младост» (Лучани).
До складу клубу «Траял» (Крушевац) приєднався 2020 року. Станом на 20 квітня 2023 року відіграв за клуб з Крушеваца 60 матчів в національному чемпіонаті.

## Виступи за збірну
Протягом 2006–2008 років залучався до складу молодіжної збірної Сербії. На молодіжному рівні зіграв у 8 офіційних матчах, забив 1 гол.